# Jody Vangheluwe
Jody Nicole Vangheluwe (15 luglio 1997) è una calciatrice belga, difensore del Club YLA e della nazionale belga.

## Carriera

### Club
Dalla stagione 2013-2014 Vangheluwe è in rosa con la prima squadra del Club Bruges, e alla guida tecnica di Karel Gobert fa il suo debutto in BeNe League, il campionato gestito congiuntamente dalle federazioni belga e olandese, poco più che sedicenne già dalla 1ª giornata di campionato, nel pareggio interno per 0-0 con le olandesi dell'Ajax, e venendo complessivamente impiegata 24 volte su 26 incontri con la sua squadra che si classifica al 12º posto assoluto, il 5º tra le squadre belghe. Rimasta con il club dell'omonimo capoluogo e maggiore città della Comunità fiamminga delle Fiandre Occidentali per una seconda stagione, disputa l'ultimo campionato di BeNe League concluso all'11º posto, marcando 21 presenze.
Finita la collaborazione delle due federazioni, nell'estate 2015 si trasferisce al Gent, club di Gand, capoluogo delle Fiandre Orientali dal caratteristico simbolo di nativo americano, squadra che si iscrive alla neofondata Super League, da allora denominazione del massimo livello del campionato belga di categoria. Rimasta legata alla società per quattro stagioni consecutive, Vangheluwe condivide con le compagne un buon risultato nel campionato 2015-2016, chiuso al quarto posto, che le permette di accedere alla seconda fase per determinare il titolo di campione del Belgio, minitorneo a quattro squadre che la vede chiudere al quarto e ultimo posto. Già la stagione successiva, dove le prestazioni in campionato si concretizzano in un aumento di competitività arrivando al terzo posto a soli 4 punti dalla vincitrice Standard Liegi, arriva il suo primo trofeo in carriera, la Coppa del Belgio, conquistata nella finale dell'edizione 2016-2017 vinta per 3-1 sull'Anderlecht davanti al pubblico dell'Argosstadion Achter de Kazerne di Malines. Successivamente Vangheluwe e compagne ottengono un ottimo secondo posto nel campionato 2017-2018, giungendo nuovamente in finale di Coppa ma perdendo l'incontro 2-0 con lo Standard Liegi. Nella stagione 2018-2019 Vangheluwe conquista la sua seconda Coppa del Belgio, ribaltando il risultato, 2-0 a favore, della finale precedente con il club di Liegi, mentre bissa l'ottima prestazione, il secondo posto dietro all'Anderlecht, in campionato.
Durante la successiva sessione estiva di calciomercato viene annunciato il suo trasferimento e il ritorno al Club Bruges, tornato in Super League per la mancata iscrizione dell'Heist, assieme a Emma Van Britsom e Isabelle Iliano. Come nel resto d'Europa, a causa delle restrizioni dovute alla pandemia di COVID-19, il campionato viene prima interrotto e poi definitivamente sospeso congelando le posizioni delle squadre, il 5º e penultimo posto per il Club Bruges
Dalla stagione 2020-2021 la squadra muta la sua denominazione in Club YLA mantenendo comunque in gran parte la rosa della precedente stagione, tra cui Vangheluwe, tuttavia un problema alla cartilagine del ginocchio, grave al punto che lo staff medico le prospetta la possibilità di dover interrompere l’attività agonistica, la rende indisponile fino all'inizio della stagione seguente.

### Nazionale
Vangheluwe inizia a essere convocata dalla Federcalcio belga fin dal 2011, inizialmente nella formazione Under-15 con la quale marca 4 presenze prima di passare, nel 2012, alla Under-17 con la quale disputa le qualificazioni all'Europeo 2013 di categoria, condividendo con le compagne, per la prima volta nella storia della formazione giovanile belga, l'accesso a una fase finale del torneo UEFA. Inserita in rosa con le ragazze in partenza per Nyon, in quell'occasione viene impiegata solo in semifinale, nella sconfitta per 3-1 con le pari età della Polonia. Rimasta in quota anche per le successive qualificazioni all'Europeo di Inghilterra 2014, scende in campo in tutti i tre incontri della prima fase, concludendo con l'incontro del 16 ottobre 2013, perso di misura con la Germania, maturando complessivamente 16 presenze con 2 reti, il suo impiego in U-17.
Nel 2014 arriva la prima convocazione in Under-19, inserita nella rosa delle ragazze che partecipano alla fase finale dell'Europeo di Norvegia 2014, debuttando il 15 luglio entrando nel secondo tempo nella sconfitta per 2-0 con la Scozia.
Nel frattempo, da 2015 entra nel giro della nazionale maggiore, tuttavia per il debutto deve attendere il 1º marzo 2019, chiamata dal commissario tecnico Ives Serneels in occasione della Cyprus Cup 2019, dove scende in campo da titolare nell'incontro pareggiato a reti inviolate con l'Austria e poi, sempre con l'Austria nella finale per il terzo posto vinta ai rigori dopo che, ancora una volta, l'incontro si era concluso sullo 0-0 ai tempi regolamentari. Dopo aver saltato le convocazioni per tutto il 2020 a causa del problema alla cartilagine del ginocchio e averne testato la forma in un paio di amichevoli a febbraio e a giugno del 2021, dall'ottobre di quello stesso anno Serneels ricomincia a chiamarla con regolarità nel corso delle qualificazioni, nel gruppo F della zona UEFA, al Mondiale di Australia e Nuova Zelanda 2023, decidendo inoltre di inserirla, pur non avendola chiamata in occasione della partecipazione alla Pinatar Cup 2022, nella lista delle 23 calciatrici a disposizione per la fase finale dell'Europeo di Inghilterra 2022 annunciata il 20 giugno 2022 Durante quest'ultimo torneo scende in campo in tutti i tre incontri del gruppo D, dove grazie a una vittoria, 1-0 sull'Italia, un pareggio, 1-1 con l'Islanda e una sconfitta di misura (2-1) con la favorita Francia, festeggia con le compagne lo storico risultato dell'accesso a un quarto di finale di un europeo femminile, venendo poi la sua nazionale eliminata nell'apertissimo incontro vinto dalla Svezia 1-0 in zona Cesarini.

## Palmarès

### Club
- Coppa del Belgio: 3

Gent: 2016-2017, 2018-2019
Club YLA: 2023-2024